# Division IIB du Championnat du monde féminin de hockey sur glace 2018
Navigation
Division IIB 2017 Division IIB 2019
Le tournoi de la Division IIB du Championnat du monde féminin de hockey sur glace 2018 se déroule à Valdemoro en Espagne du 17 au 23 mars 2018.
| \| Localisation de Valdemoro en Espagne \| Localisation de Valdemoro en Espagne |
| Localisation de Valdemoro en Espagne                                            |

## Format de la compétition
Le Championnat du monde féminin de hockey sur glace est un ensemble de plusieurs tournois regroupant les nations en fonction de leur niveau. Les meilleures équipes disputent le titre dans la Division Élite qui n'a pas eu lieu en 2018 en raison des Jeux olympiques.
Les autres divisions comptent 6 équipes (sauf le groupe de Qualification pour la Division IIB qui en compte 5). À chaque niveau, les équipes s’affrontent entre elles et, à l'issue de cette compétition, le premier est promu dans la division supérieure. En raison de l'élargissement à 10 équipes du groupe élite, il n'y a aucune relégation pour la seconde année consécutive .
Lors des phases de poule, les points sont attribués ainsi :
- 3 points pour une victoire dans le temps réglementaire ;
- 2 points pour une victoire en prolongation ou aux tirs de fusillade ;
- 1 point pour une défaite en prolongation ou aux tirs de fusillade ;
- 0 point pour une défaite dans le temps réglementaire.

## Arbitres
La fédération internationale a désigné 11 officiels pour cette compétition.
| Arbitres                                                                 | Juges de ligne |
| ------------------------------------------------------------------------ | --- |
| - Sintija Čamāne - Lisa Grison - Elise Harbitz-Rasmussen - Liu Chunhua   | \| - Bettina Angerer - Alba Calero - Jennifer Cameron - Claudia de la Pompa \| - Fu Zhennan - Loise Larsen - Linnea Sainio \| |
| - Bettina Angerer - Alba Calero - Jennifer Cameron - Claudia de la Pompa | - Fu Zhennan - Loise Larsen - Linnea Sainio                                                                                   |

## Classement
Pour les significations des abréviations, voir statistiques du hockey sur glace.
| Clt   | Équipe             | PJ | V | VP | D | DP | BP | BC | Diff | Pts |
| ----- | ------------------ | -- | - | -- | - | -- | -- | -- | ---- | --- |
| +001, | Espagne            | 5  | 5 | 0  | 0 | 0  | 29 | 5  | +24  | 15  |
| +002, | Taipei chinois (P) | 5  | 4 | 0  | 1 | 0  | 25 | 16 | +9   | 12  |
| +003, | Islande            | 5  | 2 | 1  | 2 | 0  | 25 | 12 | +13  | 12  |
| +004, | Nouvelle-Zélande   | 5  | 2 | 0  | 2 | 1  | 24 | 21 | +3   | 7   |
| +005, | Turquie            | 5  | 1 | 0  | 4 | 0  | 17 | 31 | -14  | 3   |
| +006, | Roumanie           | 5  | 0 | 0  | 5 | 0  | 12 | 47 | -35  | 0   |

- Promu en Division IIA en 2019

Nota : Pour le classement, sont pris en compte le nombre de points, puis le nombre de points dans les face-à-face.

## Récompenses individuelles
Les 3 meilleures joueuses désignées par l'IIHF :
- Meilleure gardienne : Alba Gonzalo (Espagne)
- Meilleure défenseure : Elena Álvarez (Espagne)
- Meilleure attaquante : Silvia Björgvinsdóttir (Islande)

La meilleure marqueuse : Caitlin Heale (Nouvelle-Zélande) (7 buts, 8 aides) 

## Statistiques individuelles
Pour les significations des abréviations, voir statistiques du hockey sur glace.
| Clt | Joueuse                | Équipe           | PJ | B  | A  | Pts | Pun | +/- |
| --- | ---------------------- | ---------------- | -- | -- | -- | --- | --- | --- |
| 1   | Caitlin Heale          | Nouvelle-Zélande | 5  | 7  | 8  | 15  | 2   | +7  |
| 2   | Anjali Thakker         | Nouvelle-Zélande | 5  | 4  | 11 | 15  | 2   | +6  |
| 3   | Yeh Hui-chen           | Taipei chinois   | 5  | 11 | 3  | 14  | 2   | +4  |
| 4   | Silvia Björgvinsdóttir | Islande          | 5  | 4  | 3  | 7   | 4   | +4  |
| 5   | Hsu Ting-yu            | Taïwan           | 5  | 3  | 8  | 11  | 4   | +5  |
| 6   | Vega Muñoz             | Espagne          | 5  | 3  | 8  | 11  | 2   | +8  |
| 7   | Sarah Shantz-Smiley    | Islande          | 5  | 2  | 9  | 11  | 4   | +2  |
| 8   | Çağla Baktıroğlu       | Turquie          | 5  | 6  | 4  | 10  | 4   | 0   |
| 9   | Betül Taygar           | Turquie          | 5  | 8  | 1  | 9   | 6   | -8  |
| 10  | Flosrún Jóhannesdóttir | Islande          | 5  | 4  | 4  | 8   | 2   | +1  |

| Clt | Joueur                  | Équipe           | PJ | Min          | BC | Moy  | %Arr  | Bl |
| --- | ----------------------- | ---------------- | -- | ------------ | -- | ---- | ----- | -- |
| 1   | Alba Gonzalo            | Espagne          | 5  | 255 min 4 s  | 4  | 0,94 | 95,4  | 0  |
| 2   | Hsu Tzu-ting            | Taipei chinois   | 5  | 221 min 23 s | 11 | 2,98 | 90,68 | 0  |
| 3   | Guðlaug Þorsteinsdóttir | Islande          | 4  | 224 min 4 s  | 9  | 2,41 | 89,16 | 0  |
| 4   | Lochlyn Hyde            | Nouvelle-Zélande | 5  | 295 min 42 s | 20 | 4,06 | 87,8  | 0  |
| 5   | Kübra Dadaşoğlu         | Turquie          | 5  | 275 min 47 s | 27 | 5,87 | 86,57 | 0  |
| 6   | Andree Herescu          | Roumanie         | 5  | 131 min 17 s | 20 | 9,14 | 83,61 | 0  |
| 7   | Andrea Kurko            | Roumanie         | 4  | 168 min 36 s | 27 | 9,61 | 81,63 | 0  |

Pour les significations des abréviations, voir statistiques du hockey sur glace.
Nota : seules sont classées les gardiennes ayant joué au minimum 40 % du temps de jeu de leur équipe.